# بلک تای وایت نویز
بلک تای وایت نویز (انگلیسی: Black Tie White Noise) هجدهمین آلبوم استودیویی خواننده-ترانه‌سرای انگلستانی دیوید بویی است. این آلبوم در ۵ آوریل ۱۹۹۳ توسط سویج رکوردز در ایالات متحده و اریستا رکوردز در بریتانیا منتشر شد. این آلبوم پس از انحلال گروه راک بویی به‌نام تین مشین و ازدواجش با مدل سومالیایی ایمان شکل گرفت و در طول سال ۱۹۹۲ بین استودیوهای مونترو، لس آنجلس و نیویورک سیتی ضبط شد. تهیه‌کنندگی آن بر عهدهٔ بویی و نیل راجرز بود که قبلاً در سال ۱۹۸۳ بیا برقصیم را تهیه کرده بودند. این دو در ابتدا از ساخت این پروژه لذت برده بودند اما راجرز در دهه‌های بعد از این پروژه ابراز نارضایتی کرد. این اثر شامل حضور هنرمندان مهمانان مختلفی از جمله پیانیست مایک گارسن و گیتاریست میک رانسن است که از اواسط دههٔ ۱۹۷۰ با بویی همکاری نکرده بودند.
بلک تای وایت نویز در میان ظهور بریت‌پاپ در بریتانیا منتشر شد و در ابتدا نقدهای مثبتی از منتقدان موسیقی دریافت کرد و برخی از تجربیات این آلبوم تحسین کردند اما برخی دیگر از عدم انسجام کلی آن انتقاد کردند. برخی آن را بهترین اثر بویی از زمان هیولاهای ترسناک (و ابروحشتناک‌ها) (۱۹۸۰) می‌دانستند. این آلبوم در رتبهٔ اول جدول آلبوم‌های بریتانیا قرار گرفت و هر یک از سه تک آهنگ آن در میان جایگاه ۴۰ تک‌آهنگ برتر بریتانیا قرار گرفتند. تبلیغ آن در آمریکا پس از انحلال سویج رکوردز متوقف شد و در نتیجه آلبوم تا زمان انتشار مجدد کمیاب شد. بویی برای حمایت از آلبوم هیچ توری برگزار نکرد اما در عوض به همراهش فیلمی به همین نام منتشر کرد.
بلک تای وایت نویز آغازی برای تقویت عملکرد تجاری بویی و بهبود جایگاه او در میان منتقدان پس از رشته‌ای از انتشار پروژه‌های ضعیف بود. با این وجود، این آلبوم در دهه‌های بعدی با ارزیابی‌های متفاوتی از سوی منتقدان و زندگی‌نامه‌نویسان همراه بود و بسیاری عملکرد بویی را در سراسر آن تحسین کردند اما عدم انسجام آن را ذکر کردند. یک سی‌دی-رام بر اساس این آلبوم در سال ۱۹۹۴ منتشر شد. این آلبوم در سال ۲۰۰۳ توسط ئی‌ام‌آی منتشر شد و در سال ۲۰۲۱ به عنوان بخشی از مجموعهٔ جعبه‌ای ماجراجویی درخشان (۱۹۹۲–۲۰۰۱) بازسازی شد.